# Симферополь (кинотеатр)
Кинотеатр «Симферополь» — симферопольский двухзальный кинотеатр, построенный в 1956 году по типовому довоенному проекту разработанному архитектором В. П. Калмыковым и доработанному симферопольцем Борисом Исаевым.
В настоящее время кинотеатр не работает

## Описание
Кинотеатр «Симферополь» имеет красивый фасад в стиле неоклассицизма, с двумя башнями. Два зрительных зала «Розовый» и «Голубой» по 400 мест каждый. С 2014 по 2016 гг. оба зала не функционировали.|

## История

### Советский период
В 1936 году московские архитекторы представили план строительства на месте городского сада нового кинотеатра. В основу проекта был положен типовой проект двухзального кинотеатра, разработанный в 1937 году московским архитектором В. П. Калмыковым. До наших дней сохранилось ещё три кинотеатра, построенных по этому проекту: «Звезда» в Твери, «Родина» в Москве и «Октябрь» в Смоленске.
Вместе с тем, здание кинотеатра «Симферополь» получилось гораздо красивее, чем его «братья» в других городах. Проект был доработан с учетом местности местным архитектором Б. Ф. Исаевым. Здание планировали ввести в строй в 1939 году Реализации указанных планов помешало начало Великой Отечественной войны. В 1944 году в здание попала бомба, причинив ему значительный ущерб. После окончания войны строительство возобновили. Деньги на постройку выделил «Облкинопрокат». Первый сеанс состоялся 1 апреля 1956 года.
Во время Чемпионата СССР по русским шашкам 1975, проходившем в Симферополе, его участник, многократный чемпион СССР, В. Р. Габриелян стал 1 000 000 посетителем кинотеатра.

### Симферопольский Дом кино
В 1990-е здание отреставрировали, включили в госреестр архитектурных памятников Крыма и начали сдавать в аренду. В конце 2013 года Фонд коммунального имущества Симферополя сдал в аренду на 20 лет симферопольский «Дом кино». Победителем конкурса стало ООО «Симферополькино».

## Директора кинотеатра
- Котолупова Елена Георгиевна
- Громов Виктор
- Литвин Александр